# Bârsa (Olt)
Bârsa (u gornjem toku također: Bârsa Groșetului, njem. Burzen) je rijeka u Rumunjskoj pritoka rijeke Olt. Rijeka protječe kroz županiju Brașov. Nastaje sutokom rijeka Bârsa Groșetului i Bârsa Tămașului u planinama Făgăraș. Kako nekoliko pritoka također ima naziv Bârsa, kako bi se razlikovali, glavni tok rijeke često se naziva Bârsa Mare. Prima brojne pritoke te se u blizini naselja Feldioara, na nadmorskoj visini od 386 m, ulijeva u Olt. Rijeka Ghimbășel, koja je prije bila izravna pritoka Olta, preusmjerena je prema Bârsi. Duljina joj je 73 km, a površina porječja 937 km2.

## Pritoke
Sljedeće rijeke su pritoke rijeke Bârsa (od izvora do ušća):
- Lijeve: Bârsa lui Bucur, Bârsa Fierului, Brebina Mare
- Desne: Valea Mărului, Izvorul Lerescu, Bârsa Tămașului, Valea Podurilor, Padina lui Călineț, Padina Urșilor, Padina Bădoaiei, Padina Șindileriei, Padina Calului, Padina Hotarului, Valea Crăpăturii, Toplița, Râul Mare (Valea Prăp ăstiilor), Turcu, Sohodol, Ghimbășel

## Vanjske poveznice
|  | Zajednički poslužitelj ima još gradiva o temi Bârsa (Olt) |